# Indifférence (valse)
Pour les articles homonymes, voir Indifférence.
Clip vidéo
[vidéo] « Antonio (Tony) Murena - Indifférence (1942) », sur YouTube
[vidéo] « Valse à Django », sur YouTube
Indifférence est un standard classique de valse musette-swing-jazz musette parisien de 1942, composé par l'accordéoniste Tony Murena et co-signé par Joseph Colombo,. Il est considéré un des chefs-d'œuvre de Murena. 

## Historique
Né en 1915 à Borgo Val di Taro, dans la province de Parme en Italie, Antonio Murena (dit Tony Murena) émigre en 1923 avec ses parents à Nogent-sur-Marne, près de Paris, où il anime dès l'âge de 9 ans les célèbres bals musette et guinguettes traditionnelles de bords de Marne d'alors avec son premier accordéon chromatique offert par son oncle. Il est lancé dans les cabarets et scènes de music-hall parisiens par son cousin accordéoniste Louis Ferrari (en), avant de devenir rapidement un des plus célèbres compositeurs et accordéonistes virtuoses de « swing-jazz musette parisien » de France et du monde. Il compose cette œuvre, une des plus célèbres de sa longue carrière, à l'age de 27 ans, en 1942, pendant la Seconde Guerre mondiale.

## Reprises
Ce classique standard de valse musette est repris par de nombreux interprètes, entre autres de jazz, de jazz manouche, ou de tango, dont son cousin Louis Ferrari (en), Django Reinhardt & Stéphane Grappelli, André Minvielle & Bernard Lubat, (également sous le titre « La vie d'ici bas»). 